# Suriauville (Fluss)
Der Ruisseau de Suriauville ist ein knapp fünf Kilometer langer Bach im Département Vosges in Frankreich. Er ist ein südwestlicher und linker Zufluss des Vair.

## Geographie

### Verlauf
Der Ruisseau de Suriauville entspringt auf einer Höhe von etwa 381 m am Ostfuß des 483 m hohen Mont le Chanois im  Bois David. Die Quelle liegt in einem Laubwald direkt neben den Gleisanlagen der Bahnstrecke Merrey–Hymont-Mattaincourt.
Der Bach fließt zunächst knapp 700 m in nordöstlicher Richtung durch den Wald und beritt dann die offene Flur. Er läuft nun durch die Mais- und Haferfelder und durch die Dauerwiesen von les Champs Fournier, unterquert dann die Bahngleise und zieht dann nordnordostwärts durch la Ferme Brûlée. Er kreuzt die Route de Dombrot und wird kurz danach auf seiner linken Seite vom Ruisseau du Moulin gespeist. Der Ruisseau de Suriauville passiert dann die Gemeindegrenze von Suriauville nach Contrexéville. Etwa 250 m bachabwärts fließt ihm auf der gleichen Seite der Ruisseau de Froide Fontaine zu.
Der Ruisseau de Suriauville unterfließt nochmals die Gleisanlagen, läuft östlich an dem zwischen 1928 und 1933 gebauten Bahnhof vorbei und erreicht dann den Ortsrand der französischen Gemeinde Contrexéville. Er taucht dort in den Untergrund ab, kreuzt die Rue de La Grande Duchesse Wladimir, zieht unterirdisch durch denParc Thermal de Contrexéville am  Casino Contrexéville vorbei, unterquert noch die Rue de la Victoire und mündet schließlich bei der Chapelle Saint-Vladimir et Sainte-Marie-Madeleine auf einer Höhe von 336 m von links in den aus dem Süden heranziehenden Vair.
Der 4,82 km lange Lauf des Ruisseau de Suriauville endet ungefähr 45 Höhenmeter unterhalb seiner Quelle, er hat somit ein mittleres Sohlgefälle von etwa 9,3 ‰.

### Zuflüsse
- Ruisseau du Moulin (links), 2,48 km
- Ruisseau de Froide Fontaine (links), 2,74 km

### Orte am Fluss
- Suriauville
- Contrexéville